# Палмер, Джон Роунделл, 4-й граф Селборн
Джон Раунделл Палмер, 4-й граф Селборн (англ. John Roundell Palmer, 4th Earl of Selborne; 24 марта 1940 — 12 февраля 2021) — британский пэр, экологический эксперт и бизнесмен. Он был одним из потомственных пэров, избранных остаться в Палате лордов после принятия Акта о Палате лордов 1999 года, будучи консерватором. В сентябре 2019 года он стал беспартийным и ушёл из Палаты представителей 26 марта 2020 года.

## Происхождение и образование
Сын капитана Уильяма Палмера, виконта Уолмера (1912—1942), и Присциллы Эгертон-Уорбертон, внук Раунделла Палмера, 3-го графа Селборна (1887—1971) и достопочтенной Грейс Ридли. В 1971 году после смерти своего дела лорд Селборн унаследовал его титулы. Это произошло потому, что его отец был убит в 1942 году во время учений во время службы в гэмпширском полку. Сначала он получил образование в школе Св. Ронана в Хокхерсте, а затем в Итоне и Крайст-черч в Оксфорде, где в 1961 году получил степень бакалавра гуманитарных наук, а затем получил степень магистра гуманитарных наук.

## Карьера
Лорд Селборн был казначеем школы короля Эдуарда в Уитли с 1972 по 1983 год и членом Совета по развитию яблок и груш с 1969 по 1973 год. С 1978 по 1982 год он был председателем Совета по маркетингу хмеля в Институте сельскохозяйственных и пищевых исследований. Он также был членом Группы продовольственного сектора NEDC в 1991—1992 годах и членом Королевской комиссии по загрязнению окружающей среды с 1993 по 1998 год. Онн был директором Lloyds Bank с 1994 по 1995 год и Lloyds TSB Group с 1995 по 2004 год.
Лорд Селборн был президентом Королевского сельскохозяйственного общества Англии с 1987 по 1988 год, Королевского института общественного здравоохранения и гигиены с 1991 по 1997 год и Королевского географического общества с 1997 по 2000 год. С 1996 по 2006 год он был канцлером Университета Саутгемптона, а с 2003 по 2009 год он был председателем попечительского совета Королевского ботанического сада в Кью. В 1989 году он был мастером Благочестивой компании Мерсеров. В 1991 году он стал членом Королевского общества. Он также был членом Линнеевского общества, вице-покровителем Королевского энтомологического общества и покровителем Института экологии и управления окружающей средой.
Селборн был назначен кавалером Ордена Британской Империи (KBE) в 1987 году и кавалером Большого креста Ордена Британской Империи (GBE) в новогодних наградах 2011 года за заслуги перед наукой.

## Личная жизнь
19 декабря 1969 года он женился на Джоанне ван Антверпен Джеймс (род. 26 февраля 1946), дочери Эвана Мейтленда Джеймса и Джоан Макмюррей. У них было четверо детей:
- Уильям Льюис Палмер, 5-й граф Селборн (род. 1 сентября 1971), старший сын и преемник отца.
- Достопочтенный Джордж Хорсли Палмер (близнец Люка, род. 12 марта 1974)
- Достопочтенный Люк Джеймс Палмер (близнец Джорджа, род. 12 марта 1974)
- Леди Эмили София Палмер (род. 27 апреля 1978)

Он умер в феврале 2021 года в возрасте 80 лет.